# Косава
 За други значения вижте Косово (пояснение).  
Косава (на руски: Коссово) е град в Беларус, разположен в Ивацевички район, Брестка област. Населението на града е 1832 души (по приблизителна оценка от 1 януари 2018 г.).

## История
За пръв път селището е упоменато през 1494 година.